# Kami-sama ni Natta Hi
Kami-sama ni Natta Hi (神様になった日?) es una serie de anime original producida por P.A.Works y Aniplex y dirigida por Yoshiyuki Asai. Se estrenó en octubre de 2020. La historia fue concebida originalmente por Jun Maeda, quien también escribió el guion, con diseño original de personajes de Na-Ga. Tanto Maeda como Na-Ga forman parte de la marca de novelas visuales Key, siendo Kami-sama ni Natta Hi la tercera serie de anime original creada por Key después de Angel Beats! en 2010 y Charlotte en 2015.

## Sinopsis
Un día durante las últimas vaciones de verano de Youta Narukami en preparatoria, una chica llamada Hina apareció ante él y se autoproclamó “la Diosa del Conocimiento”. Hina le anunció al confundido Youta que el mundo llegará a su final en solo 30 días. Youta entonces es testigo de los poderes de Hina sobre prever el futuro, convenciéndose de que lo que esta chica dice es real. Por su parte Hina, con su vasta inocencia, decide vivir en la casa de Youta por alguna razón, quizás solo esperando hacerle compañía ante el inminente final de la humanidad.

## Personajes
Hina Sato (佐藤 ひな Satou Hina?)
 Seiyū: Ayane Sakura
Una niña que lleva velo y afirma que el mundo se acabará en 30 días. Tiene un complejo con respecto a su apellido debido a lo común que es, y nota cómo Yōta junto a su familia y amigos tienen nombres relacionados con dioses. Prefiere que la llamen "Odin". La familia Narukami afirma que ella es un pariente lejano y la acogen a pesar de las objeciones de Yōta. Le gusta la comida a pesar de afirmar que los dioses no necesitan comer y le gustan mucho los videojuegos. Ella ayuda a Yōta en sus intentos de confesarse con Kyōko usando su omnisciencia.
Yōta Narukami (成神 陽太 Narukami Yōta?)
 Seiyū: Natsuki Hanae
Un estudiante de secundaria que un día conoce inesperadamente a Hina mientras juega baloncesto. Él se muestra escéptico ante la afirmación de Hina de que el mundo terminará en 30 días, pero continúa cuidando de ella a pesar de esas reservas. Hina le ofrece sus poderes para apoyar su objetivo de cortejar a su amiga de la infancia Kyōko.
Kyōko Izanami (伊座並 杏子 Izanami Kyōko?)
 Seiyū: Yui Ishikawa
Amigo de la infancia de Yōta. Debido a que su madre falleció cuando ella era joven, tiene una personalidad muy tranquila y pasiva. A pesar de su tranquilidad, creció hasta ser muy inteligente y hermosa, lo que la llevó a volverse extremadamente popular entre otros niños. Debido a su calma, a menudo rechaza los avances de Yōta sin pensarlo. También es muy buena con el piano y parece creer que Hina está diciendo la verdad. Le gusta ver béisbol.
Ashura Kokuhō (国宝 阿修羅 Kokuhō Ashura?)
 Seiyū: Ryōhei Kimura
Mejor amigo de Yōta.
Sora Narukami (成神 空 Narukami Sora?)
 Seiyū: Yūki Kuwahara
La hermana menor de Yōta. Ella es parte del club de cine y admira a su senpai Hikari Jingūji. Inicialmente no le agrada Hina porque piensa que es muy rara. Es una persona muy cariñosa y testaruda. Su objetivo es hacer su propia película.
Hiroto Suzuki (鈴木央人 Suzuki Hiroto?)
 Seiyū: Chiharu Shigematsu
Un joven misterioso con cabello plateado. Es más joven que Yōta, pero es un prodigio de la piratería. Utiliza un conjunto especial de guantes y horquilla para conectarse a una interfaz con una variedad de dispositivos y redes. Actualmente ayuda al director ejecutivo y a su asistente con sus planes.
Hikari Jingūji (神宮司ひかり Jingūji Hikari?)
 Seiyū: Haruka Terui
Senpai de Sora y exalumno del club de cine de su escuela. Trabaja en la fallida tienda de ramen conocida como Ramen Heavenward para poder pagar una gran deuda.
Kako Tengan (天願賀子 Tengan Kako?)
 Seiyū: Yū Shimamura
Un abogado muy famoso al que Yōta admira mucho. Tiene una fascinación extrema por el juego mahjong y organiza torneos al respecto. Conoce a Yōta después de que Hina lo ayuda a ganar un torneo de mahjong.
CEO
 Seiyū: Kikuko Inoue
Una misteriosa mujer mayor que trabaja con Hiroto para descubrir la verdad detrás de las acciones de un científico antes de morir. A pesar de su actitud aparentemente fría, muestra afecto maternal hacia Hiroto.
Raita Oguma (尾熊雷太 Oguma Raita?)
 Seiyū: Kenichirō Matsuda
Supervisor de Hiroto que trabaja para el CEO.
Tokiko Narukami (成神時子 Narukami Tokiko?)
 Seiyū: Ryoka Yuzuki
La madre de Yōta y Sora. Ella es muy cariñosa y abiertamente le da la bienvenida a Hina a la casa cuando Yōta la llama.
Daichi Narukami (成神大地 Narukami Daichi?)
 Seiyū: Tarusuke Shingaki
El padre de Yōta y Sora.